# Emre Çolak
Emre Çolak (Altınordu, 20 mei 1991) is een Turks voetballer. Çolak speelde tussen 2012 en 2020 in het Turks voetbalelftal.

## Spelersloopbaan
Hij begon zijn jeudopleiding bij de amateurclub Atışalanıspor, voordat hij werd uitgenodigd om enkele maanden te trainen bij Beşiktaş. Maar uiteindelijk koos hij ervoor om terug te keren naar zijn eerste club. Na het voortzetten van zijn indrukwekkende prestaties bij Atışalanıspor, werd hij uiteindelijk gescout door Galatasaray, waar hij uiteindelijk op 13-jarige leeftijd lid werd van de jeugdacademie.
Emre volgde de gehele jeugdopleiding van Galatasaray en werd tijdens het seizoen 2009-10 gepromoveerd naar het eerste team. Bij zijn debuut op 17 januari 2010, tijdens een bekerwedstrijd tegen Denizli Belediyespor, scoorde hij twee doelpunten.  Hij maakte zijn competitiedebuut op 24 januari 2010 tijdens een thuiswedstrijd tegen Gaziantepspor.  Hij verving tijdens de 89ste minuut Arda Turan in de wedstrijd die met 1-0 gewonnen werd. Hij scoorde zijn eerste competitiedoelpunt tijdens de laatste speeldag van het seizoen 2009-2010, in een 2-1 uitwedstrijd tegen Gençlerbirliği.  Het zou nog tot seizoen 2011-2012 duren totdat hij een volwaardige basisspeler van de ploeg zou worden. Zijn Europees debuut zou hij op 19 september 2012 maken tijdens het UEFA Champions League duel tegen Manchester United.  Tijdens de zeven seizoenen bij de ploeg uit Istanbul zou hij drie landstitels en drie Turkse bekers behalen.
Op 27 mei 2016 tekende hij voor seizoen 2016-2017 bij Deportivo La Coruña, een ploeg uit de Primera División.  De ploeg was tanend en na het eerste seizoen nog op de zestiende plaats geëindigd te zijn, verloor de ploeg tijdens seizoen 2017-2018 met een achttiende plaats haar plek uit de hoogste Spaanse reeks.
De speler besliste om de ploeg niet te volgen en tekende tijdens seizoen 2018-2019 bij Al-Wahda Club (Mekka), een ploeg uit de Saudi Professional League.  De ploeg was het vorige seizoen kampioen geworden van het tweede niveau en keerde terug naar het hoogste niveau.  Tijdens dit tweede seizoen zou de ploeg op een zevende plaats van de zestien deelnemers eindigen.  Tijdens de winterstop van seizoen 2019-2020 zou hij de ploeg verlaten.
Na anderhalf jaar in Saoedi-Arabië, keerde hij terug naar Deportivo La Coruña, die zich nog steeds in de Segunda División A bevond.  De ploeg zat in financiële en sportieve problemen.  Het had een grote schuldenberg en vertoefde op de allerlaatste plaats.  Voorzitter Vidal had de Galicische bank Abanca overtuigd om nieuw geld ter beschikking te stellen.  Daardoor kon de ploeg zijn Turkse spelmaker terug halen.  De opzet van de sportieve redding bleek 4 speeldagen voor het einde van de competitie ook de goede richting uit te gaan, aangezien Deportivo een marge van vier punten had op de degradatiezone.  Maar de drie volgende wedstrijden gingen verloren, zodat de ploeg weer in de degradatiezone terecht kwam.  Tijdens de laatste speeldag sprokkelden alle ploegen die zich net boven Deportivo bevonden genoeg punten om niet meer in gevaar te komen en hun wedstrijd tegen CF Fuenlabrada kon niet plaats grijpen door Coronabesmettingen bij de Madrileense ploeg.  Hierdoor werd de nog te spelen slotwedstrijd voor Deportivo overbodig.  Maar de ploeg wilde om juridische redenen de wedstrijd toch spelen en vroeg aan zijn spelers om terug te keren.  Emre weigerde terug te keren en zo eindigde zijn tweede verblijf in mineur.
De speler wilde graag in Spanje blijven en begin oktober 2020 werd hij in verband gebracht met FC Cartagena, een nieuwkomer in de Segunda División A. Uiteindelijk zou de transfer niet doorgaan en bleef de speler tot aan de winterstop zonder contract. Op 16 december 2020 tekende hij een contract bij Süper Lig club Fatih Karagümrük. Half april 2021 werd, nadat hij uit de selectie gezet was, zijn contract ontbonden. Na korte avonturen bij Hatayspor, Istanbul Başakşehir en Göztepe, tekende Çolak begin 2023 een contract bij het Spaanse CF Intercity. Nog geen maand na ondertekening maakte Çolak op social media bekend te stoppen met zijn carrière. Een dag later kwam hij terug van zijn woorden en ging door met voetballen. Op 3 mei werd het contract ontbonden, waarna hij clubloos bleef. 

## Erelijst
| Süper Lig      | 3x | 2011/12, 2012/13, 2014/15 |
| Türkiye Kupası | 3x | 2013/14, 2014/15, 2015/16 |